# سيباستيان ميرفي
سيباستيان ميرفي (بالإنجليزية: Sebastian Murphy)‏ هو فارس أسترالي، ولد في 1990.